# Gran Premio di Russia 2019
Il Gran Premio di Russia 2019 è stata la sedicesima prova della stagione 2019 del campionato mondiale di Formula 1. La gara, disputatasi domenica 29 settembre 2019 sul circuito di Soči, è stata vinta dal britannico Lewis Hamilton su Mercedes, al suo ottantaduesimo successo nel mondiale. Hamilton ha preceduto sotto la bandiera a scacchi il suo compagno di scuderia, il finlandese Valtteri Bottas e il monegasco Charles Leclerc su Ferrari.

## Vigilia

### Sviluppi futuri
La FIA annuncia di avere prorogato l'introduzione di un fornitore unico per i sistemi frenanti, a partire dalla stagione 2021, nonostante fosse stato già raggiunto un pre-accordo con la Brembo in tal senso. La decisione è dovuta alla necessità di ulteriori studi sugli impatti di una simile variazione normativa.
La McLaren annuncia di avere stretto un accordo con la Mercedes per la fornitura di power unit dal 2021 sino al 2024, il che comporterà il termine della collaborazione con Renault in essere dal 2018. La precedente collaborazione tra McLaren e Mercedes, iniziata nel 1995, si era conclusa nel 2014.

### Aspetti tecnici
Per questo gran premio la Pirelli offre la scelta tra gomme di mescola C2, C3 e C4.
Sono due le zone indicate dalla Federazione Internazionale dell'Automobile ove i piloti possono usare il Drag Reduction System: la prima zona è posta tra la curva 1 e la curva 2, con punto per la determinazione del distacco fra piloti posto dopo la curva 18; la seconda zona è stabilita tra le curve 10 e 13, con detection point fissato prima della curva 10.
Dopo i problemi verificatisi nelle stagioni precedenti, la Federazione decide di regolare l'eventuale passaggio fuori pista, alla seconda curva del tracciato. Da questa edizione vengono usati dei blocchi di polistirolo posizionati all'esterno di essa: qualora il pilota non riesca ad affrontare la curva in maniera corretta, passando completamente a sinistra del primo elemento del cordolo, dovrà rientrare sul tracciato seguendo una traiettoria zigzagante tra i tre blocchi.
La Honda porta per tutti e quattro i piloti che utilizzano la power unit della casa giapponese (quelli di Red Bull Racing e Scuderia Toro Rosso) una nuova evoluzione del propulsore, per l'occasione una versione aggiornata della cosiddetta Spec 4, adattata al nuovo lubrificante fornito dalla ExxonMobil. Max Verstappen, Pierre Gasly e Alexander Albon sono penalizzati di cinque posizioni sulla griglia di partenza, per la sostituzione del motore a combustione interna; Daniil Kvjat è invece penalizzato di 40 posizioni sulla griglia, per la sostituzione di diverse componenti della power unit.
La Mercedes porta la nuova specifica della power unit, montata solo sulla Williams di Robert Kubica. Il pilota polacco è così penalizzato di 15 posizioni sulla griglia di partenza, per la sostituzione di diverse componenti della power unit.

### Aspetti sportivi
L'ex pilota di Formula 1 Emanuele Pirro è nominato quale commissario aggiunto per la gara. L'italiano ha svolto in passato, in diverse occasioni, tale funzione, l'ultima al Gran Premio del Belgio.

## Prove

### Resoconto
Charles Leclerc su Ferrari è il più rapido della prima sessione di prova; il monegasco ha ottenuto un tempo di poco inferiore alla migliore prestazione nella prima sessione della stagione 2018. Alle spalle di Leclerc si è classificato Max Verstappen, a meno di un decimo, che ha goduto di pista più pulita, nella fine della sessione. Al terzo posto c'è l'altro pilota della Ferrari, Sebastian Vettel. Le vetture italiane si sono dimostrate competitive, non solo sul giro secco, ma anche sul passo di gara, pur dimostrando un comportamento sottosterzante.
Al quarto e quinto posto si sono posizionate le due Mercedes, che però hanno utilizzato le gomme di mescola media, a differenza delle morbide, impiegate dai primi tre della graduatoria, per ottenere la prestazione. Le vetture tedesche sono state le migliori con questa mescola, anche se Bottas ha dovuto interrompere la sua sessione in anticipo, per un problema al DRS.
Daniel Ricciardo è stato protagonista di un incidente nel giro di rientro ai box, al termine della sessione, danneggiando il posteriore della sua Renault, sbattendo contro le barriere. La vettura è però riparabile per il prosieguo della giornata, senza necessità di sostituzione del cambio. Si è sfiorato il tamponamento, nella corsia dei box, quando Lewis Hamilton, entrando in pit lane, ha dovuto evitare il contatto con Romain Grosjean, che procedeva molto lentamente sulla corsia stessa. Un problema tecnico ha, invece, limitato le prove per Daniil Kvjat, costretto a lasciare a bordo pista la sua Toro Rosso, a causa di un problema all'alimentazione.
Max Verstappen ha colto il miglior rilievo cronometrico nella sessione pomeridiana, unico pilota a ottenere una prestazione migliore di quella fatta segnare da Hamilton, nell'analoga sessione del gran premio del 2018. L'olandese ha preceduto Leclerc, che era stato il più veloce nella prima sessione. Alle spalle dei primi due si sono classificate le due Mercedes. Anche in questa sessione Hamilton ha sfiorato una collisione: in piena traiettoria ha evitato il contatto con Alexander Albon.
Sebastian Vettel è quinto, a oltre un secondo dal tempo di Verstappen, ma le Ferrari hanno confermato la loro competitività sul passo di gara. Il tedesco ha preceduto Pierre Gasly e Sergio Pérez. Albon, l'altro pilota della Red Bull, è più indietro in classifica, penalizzato dalla necessità, per i tecnici della sua scuderia, di riparare una perdita d'olio dovuta a una rottura del fondo.
Problemi tecnici si sono ripresentati sulla vettura del pilota di casa Kvjat, che ha difficoltà a salire sui cordoli, per una forte vibrazione della monoposto. Kvjat ha anche sfiorato l'incidente con l'altro pilota della Toro Rosso, Gasly.
Nella sessione del sabato Charles Leclerc si è ripreso la vetta della graduatoria, precedendo di 316 millesimi l'altro pilota della Ferrari, Vettel. Il monegasco è stato il solo pilota a sfondare il muro del minuto e trentatré secondi sul giro. Limitato da problemi di bilanciamento, Lewis Hamilton è comunque terzo, a quattro decimi dal miglior tempo. Il britannico ha preceduto il suo compagno di team Bottas, e Verstappen, quinto, che è apparso più competitivo con le coperture medie. L'olandese della Red Bull Racing è stato anche protagonista di un testacoda, senza conseguenze.
Al sesto posto si è classificato Romain Grosjean su Haas; la scuderia statunitense ha confermato la sua competitività piazzando Kevin Magnussen al decimo posto. Ha continuato a vivere problemi tecnici Daniil Kvjat, costretto nuovamente a interrompere la sessione per un problema tecnico alla power unit della sua Toro Rosso.

### Risultati
Nella prima sessione del venerdì si è avuta questa situazione:
| Pos | Nº | Pilota           | Costruttore           | Tempo    | Gap    | Giri |
| --- | -- | ---------------- | --------------------- | -------- | ------ | ---- |
| 1   | 16 | Charles Leclerc  | Ferrari               | 1'34"462 |        | 20   |
| 2   | 33 | Max Verstappen   | Red Bull Racing-Honda | 1'34"544 | +0"082 | 25   |
| 3   | 5  | Sebastian Vettel | Ferrari               | 1'35"005 | +0"543 | 20   |

Nella seconda sessione del venerdì si è avuta questa situazione:
| Pos | Nº | Pilota          | Costruttore           | Tempo    | Gap    | Giri |
| --- | -- | --------------- | --------------------- | -------- | ------ | ---- |
| 1   | 33 | Max Verstappen  | Red Bull Racing-Honda | 1'33"162 |        | 29   |
| 2   | 16 | Charles Leclerc | Ferrari               | 1'33"497 | +0"335 | 33   |
| 3   | 77 | Valtteri Bottas | Mercedes              | 1'33"808 | +0"646 | 22   |

Nella sessione del sabato si è avuta questa situazione:
| Pos | Nº | Pilota           | Costruttore | Tempo    | Gap    | Giri |
| --- | -- | ---------------- | ----------- | -------- | ------ | ---- |
| 1   | 16 | Charles Leclerc  | Ferrari     | 1'32"733 |        | 14   |
| 2   | 5  | Sebastian Vettel | Ferrari     | 1'33"049 | +0"316 | 15   |
| 3   | 44 | Lewis Hamilton   | Mercedes    | 1'33"129 | +0"396 | 19   |

## Qualifiche

### Resoconto
L'attesa pioggia non colpisce il tracciato per le qualifiche, che così si tengono su pista asciutta. Daniil Kvjat, unico pilota russo del campionato, a causa dei diversi problemi tecnici che ne hanno condizionato le prove libere, decide di non prendere parte alla sessione di qualifica, nel suo gran premio di casa.
Il ferrarista Sebastian Vettel è il primo pilota a tentare la pista; il tedesco, su gomme medie, rovina però il suo primo tentativo nel terzo settore, chiudendo in 1'39"560. Poco dopo il suo compagno di team, Charles Leclerc, porta il limite a 1'33"613. I due piloti della McLaren, Carlos Sainz Jr. e Lando Norris, si piazzano a meno di un secondo. Il pilota della Haas Magnussen fa ancora meglio, ponendosi in mezzo alle Ferrari, a cinque decimi dal tempo di Leclerc.
Lewis Hamilton fa segnare il miglior tempo, con gomme morbide, in 1'33"230: Verstappen si piazza a 138 millesimi dal tempo del campione del mondo. Più staccato resta il compagno di team di Hamilton, Valtteri Bottas, a mezzo secondo. La sessione è interrotta dall'incidente di Alexander Albon, che perde il controllo della sua Red Bull Racing alla curva 13. Viene inviato un controllo medico presso il pilota, che però esce dalla monoposto autonomamente.
Alla ripresa della sessione mancano 6'38" al termine della stessa. La Ferrari rimanda in pista Sebastian Vettel, sprofondato all'ultimo posto della graduatoria. Il tedesco coglie la miglior prestazione della Q1 (1'33"032). Si migliorano anche le McLaren, con Norris settimo e Sainz Jr. sesto. Si migliora anche Grosjean, che resta però decimo, mentre Magnussen scala fino al sesto posto. Pierre Gasly si migliora, cogliendo l'undicesimo tempo, così come fa Antonio Giovinazzi. Vengono eliminati Kimi Räikkönen, i due piloti della Williams, assieme ad Albon, e ovviamente Kvjat, che non ha girato nella Q3.
In Q2 Max Verstappen segna subito il miglior tempo, davanti al duo della Mercedes. L'olandese, su gomme medie, ottiene 1'33"092. Tale limite viene abbattuto da Charles Leclerc, che abbassa il tempo in 1'32"434. Tale prestazione non è migliorata da Vettel, che resta staccato di sei decimi. I primi cinque sono separati da otto decimi. Più staccati gli altri, con Gasly, decimo, a 1"517.
Nei minuti finali di sessione tutti cercando di migliorare la loro prestazione: Lance Stroll rovina la sua prestazione con un errore, mentre Sergio Pérez, pur in assenza di errori evidenti, non migliora. Il duo McLaren Norris-Sainz Jr. rimonta in sesta e settima posizione, prima che Romain Grosjean li sopravanzi entrambi.
Ricciardo si piazza nono, davanti all'altro pilota della Renault Nicolas Hülkenberg. Giovinazzi lima il suo crono, ma è solo tredicesimo. Le Mercedes, rientrate in pista con gomme morbide, non riescono a migliorarsi: ciò comporta che Hamilton e Bottas dovranno partire con gomme medie. Vengono eliminati, al termine della sessione, Gasly, Pérez, Giovinazzi, Magnussen e Stroll.
Nell'ultima fase delle qualifiche Lando Norris sigla il tempo di riferimento, in 1'34"108, battuto però subito da Hülkenberg. Valtteri Bottas chiude in 1'32"632, con Hamilton che fa meglio per 27 millesimi. L'arrivo delle Ferrari ribalta la classifica: Vettel batte di 230 millesimi il tempo di Hamilton; a sua volta il tedesco è battuto da Leclerc, che chiude in 1'31"801, tre decimi meglio del compagno di team.
Con il secondo tentativo Vettel ottiene, nel primo settore, lo stesso identico tempo ottenuto da Leclerc, nel primo tentativo. Il monegasco abbassa però ancora il limite. Leclerc chiude in 1'31"628, ovvero 425 millesimi in meno del tempo di Vettel. Verstappen, comunque già penalizzato, è terzo, prima che concluda il giro Hamilton, che ottiene il secondo tempo. Completa la seconda fila, assieme a Vettel, Bottas.
Per Leclerc è la quarta pole position di fila nel mondiale. È la prima volta che un pilota della Ferrari coglie quattro partenze al palo di fila dai tempi di Michael Schumacher, che ottenne quattro pole position nelle ultime quattro gare della stagione 2000; la serie del pilota tedesco proseguì anche nella prima parte della stagione successiva, per un totale di sette pole position consecutive.
Al termine delle qualifiche, la Red Bull Racing decide di sostituire il fondo della vettura di Alexander Albon, a causa dell'incidente in Q1. Il pilota thailandese è inoltre penalizzato di 20 posizioni sulla griglia di partenza: quindici posizioni per la sostituzione di diverse componenti della power unit e cinque posizioni per la sostituzione del cambio. La penalizzazione non ha comunque effetto pratico, visto che Albon parte dalla pit lane.

### Risultati
Nella sessione di qualifica si è avuta questa situazione:
| Pos                         | Nº | Pilota             | Costruttore               | Q1          | Q2       | Q3       | Griglia |
| --------------------------- | -- | ------------------ | ------------------------- | ----------- | -------- | -------- | ------- |
| 1                           | 16 | Charles Leclerc    | Ferrari                   | 1'33"613    | 1'32"434 | 1'31"628 | 1       |
| 2                           | 44 | Lewis Hamilton     | Mercedes                  | 1'33"230    | 1'33"134 | 1'32"030 | 2       |
| 3                           | 5  | Sebastian Vettel   | Ferrari                   | 1'33"032    | 1'32"536 | 1'32"053 | 3       |
| 4                           | 33 | Max Verstappen     | Red Bull Racing-Honda     | 1'33"368    | 1'32"634 | 1'32"310 | 9       |
| 5                           | 77 | Valtteri Bottas    | Mercedes                  | 1'33"413    | 1'33"281 | 1'32"632 | 4       |
| 6                           | 55 | Carlos Sainz Jr.   | McLaren-Renault           | 1'34"184    | 1'33"807 | 1'33"222 | 5       |
| 7                           | 27 | Nicolas Hülkenberg | Renault                   | 1'34"236    | 1'33"898 | 1'33"289 | 6       |
| 8                           | 4  | Lando Norris       | McLaren-Renault           | 1'34"201    | 1'33"725 | 1'33"301 | 7       |
| 9                           | 8  | Romain Grosjean    | Haas-Ferrari              | 1'34"283    | 1'33"643 | 1'33"517 | 8       |
| 10                          | 3  | Daniel Ricciardo   | Renault                   | 1'34"138    | 1'33"862 | 1'33"661 | 10      |
| 11                          | 10 | Pierre Gasly       | Scuderia Toro Rosso-Honda | 1'34"456    | 1'33"950 | N.D.     | 16      |
| 12                          | 11 | Sergio Pérez       | Racing Point-BWT Mercedes | 1'34"336    | 1'33"958 | N.D.     | 11      |
| 13                          | 99 | Antonio Giovinazzi | Alfa Romeo Racing-Ferrari | 1'34"755    | 1'34"037 | N.D.     | 12      |
| 14                          | 20 | Kevin Magnussen    | Haas-Ferrari              | 1'33"889    | 1'34"082 | N.D.     | 13      |
| 15                          | 18 | Lance Stroll       | Racing Point-BWT Mercedes | 1'34"287    | 1'34"233 | N.D.     | 14      |
| 16                          | 7  | Kimi Räikkönen     | Alfa Romeo Racing-Ferrari | 1'34"840    | N.D.     | N.D.     | 15      |
| 17                          | 63 | George Russell     | Williams-Mercedes         | 1'35"356    | N.D.     | N.D.     | 17      |
| 18                          | 88 | Robert Kubica      | Williams-Mercedes         | 1'36"474    | N.D.     | N.D.     | 18      |
| 19                          | 23 | Alexander Albon    | Red Bull Racing-Honda     | 1'39"197    | N.D.     | N.D.     | PL      |
| Tempo limite 107%: 1'39"544 |    |                    |                           |             |          |          |         |
| NQ                          | 26 | Daniil Kvjat       | Scuderia Toro Rosso-Honda | senza tempo | N.D.     | N.D.     | 19      |

In grassetto sono indicate le migliori prestazioni in Q1, Q2 e Q3.

## Gara

### Resoconto
Al via Sebastian Vettel prende la testa della gara, grazie alla scia di Charles Leclerc, passando sia il pilota monegasco che Lewis Hamilton. Nelle retrovie c'è un contatto fra Romain Grosjean e Antonio Giovinazzi, che obbliga la direzione di gara a inviare in pista la vettura di sicurezza. Più dietro Kimi Räikkönen parte prima dello spegnimento dei semafori, fermandosi però subito, e venendo superato dagli altri piloti; successivamente il pilota finlandese è penalizzato con un drive through e due punti sulla Superlicenza per falsa partenza.
Alla ripartenza la classifica vede, alle spalle dei primi tre, Carlos Sainz Jr., Valtteri Bottas, Lando Norris e Sergio Pérez. Nei giri successivi Leclerc chiede via radio che Vettel gli ceda la posizione, dopo averlo favorito, concedendogli la scia alla partenza, al fine di passare Hamilton. Il tedesco però inanella diversi giri veloci, mantenendo sempre un certo margine sul compagno di team. Al settimo giro Bottas ha la meglio su Sainz Jr., per il quarto posto.
All'ottavo giro Max Verstappen passa Pérez, conquistando l'ottava posizione. L'olandese prosegue la sua rimonta nei giri successivi, passando prima Norris e poi Sainz Jr.. Al quattordicesimo passaggio Nicolas Hülkenberg prende l'ottava piazza a Pérez. Tre giri dopo il tedesco della Renault si ferma ai box, per montare gomme medie. A causa della lentezza per la sosta, scende in diciassettesima posizione. Tra il ventesimo e il ventunesimo giro si fermano le due McLaren, che optano per le mescole medie.
Al giro 23 si ferma Charles Leclerc, che passa alle gomme medie; stessa scelta per Sergio Pérez, che si ferma al giro seguente. Nello stesso giro Alexander Albon, dopo un lungo duello, passa Pierre Gasly, ed è ottavo. L'altro pilota della Ferrari, Vettel, capoclassifica, si ferma al giro 27. Nel giro successivo, dopo essere rientrato in gara davanti a Leclerc, il tedesco è costretto al ritiro per una perdita di potenza del motore. La direzione di gara stabilisce il regime di virtual safety car, in quanto la vettura di Vettel è in posizione considerata pericolosa.
Approfittano della situazione le due Mercedes, che passano subito ai box per il cambio gomme. I due piloti passano dalle gomme medie alle morbide, con Hamilton che rientra in gara davanti a Leclerc, che ora è secondo, e davanti a Bottas. Anche Verstappen monta gomme nuove, di mescola media. L'olandese è ora quarto, davanti a Sainz Jr., Magnussen e Norris.
Alla ripartenza finisce fuori pista George Russell: ciò comporta un'altra entrata della safety car. In questo frangente Leclerc decide di effettuare una nuova sosta, passando a gomme soft. Il monegasco ritorna in gara terzo, alle spalle anche di Bottas.
Alla ripartenza Leclerc mette sotto pressione Bottas, riuscendo a portarsi a meno di un secondo di distanza dal finnico, potendo così usare il DRS. Il pilota della Ferrari cerca, per diversi giri, di mettere pressione al pilota della Mercedes, senza però riuscire a passarlo. Nei giri finali c'è la rimonta di Albon, che passa dal decimo al sesto posto, tra il trentaduesimo e il quarantaduesimo giro.
Al giro 44 Pérez passa Magnussen per il settimo posto. Albon, pilota della Red Bull Racing, passa anche Sainz Jr., al giro 48, e si pone quinto.
Lewis Hamilton conquista la sua ottantaduesima vittoria nel mondiale, davanti a Bottas e Leclerc. Per il britannico è il centoquarantatreesimo gran premio nel quale è stato in testa, almeno per un giro, nuovo record per il mondiale di Formula 1.

### Risultati
I risultati del Gran Premio sono i seguenti:
| Pos | Nº | Pilota             | Costruttore               | Giri | Tempo/Ritiro                 | Griglia | Punti |
| --- | -- | ------------------ | ------------------------- | ---- | ---------------------------- | ------- | ----- |
| 1   | 44 | Lewis Hamilton     | Mercedes                  | 53   | 1h33'38"992                  | 2       | 26    |
| 2   | 77 | Valtteri Bottas    | Mercedes                  | 53   | +3"829                       | 4       | 18    |
| 3   | 16 | Charles Leclerc    | Ferrari                   | 53   | +5"212                       | 1       | 15    |
| 4   | 33 | Max Verstappen     | Red Bull Racing-Honda     | 53   | +14"210                      | 9       | 12    |
| 5   | 23 | Alexander Albon    | Red Bull Racing-Honda     | 53   | +38"348                      | PL      | 10    |
| 6   | 55 | Carlos Sainz Jr.   | McLaren-Renault           | 53   | +45"889                      | 5       | 8     |
| 7   | 11 | Sergio Pérez       | Racing Point-BWT Mercedes | 53   | +48"728                      | 11      | 6     |
| 8   | 4  | Lando Norris       | McLaren-Renault           | 53   | +57"749                      | 7       | 4     |
| 9   | 20 | Kevin Magnussen    | Haas-Ferrari              | 53   | +58"779                      | 13      | 2     |
| 10  | 27 | Nicolas Hülkenberg | Renault                   | 53   | +59"841                      | 6       | 1     |
| 11  | 18 | Lance Stroll       | Racing Point-BWT Mercedes | 53   | +1'00"821                    | 14      |       |
| 12  | 26 | Daniil Kvjat       | Scuderia Toro Rosso-Honda | 53   | +1'02"496                    | 19      |       |
| 13  | 7  | Kimi Räikkönen     | Alfa Romeo Racing-Ferrari | 53   | +1'08"910                    | 15      |       |
| 14  | 10 | Pierre Gasly       | Scuderia Toro Rosso-Honda | 53   | +1'10"076                    | 16      |       |
| 15  | 99 | Antonio Giovinazzi | Alfa Romeo Racing-Ferrari | 53   | +1'13"346                    | 12      |       |
| Rit | 88 | Robert Kubica      | Williams-Mercedes         | 28   | Ritiro volontario            | 18      |       |
| Rit | 63 | George Russell     | Williams-Mercedes         | 27   | Ruota                        | 17      |       |
| Rit | 5  | Sebastian Vettel   | Ferrari                   | 26   | Perdita di potenza           | 3       |       |
| Rit | 3  | Daniel Ricciardo   | Renault                   | 24   | Danni da incidente           | 10      |       |
| Rit | 8  | Romain Grosjean    | Haas-Ferrari              | 0    | Collisione con A. Giovinazzi | 8       |       |

Lewis Hamilton riceve un punto addizionale per avere segnato il giro più veloce della gara.

## Classifiche mondiali

### Piloti
| Pos | Pilota             | Punti |
| --- | ------------------ | ----- |
| 1   | Lewis Hamilton     | 322   |
| 2   | Valtteri Bottas    | 249   |
| 3   | Charles Leclerc    | 215   |
| 4   | Max Verstappen     | 212   |
| 5   | Sebastian Vettel   | 194   |
| 6   | Pierre Gasly       | 69    |
| 7   | Carlos Sainz Jr.   | 66    |
| 8   | Alexander Albon    | 52    |
| 9   | Lando Norris       | 35    |
| 10  | Daniel Ricciardo   | 34    |
| 11  | Nicolas Hülkenberg | 34    |
| 12  | Daniil Kvjat       | 33    |
| 13  | Sergio Pérez       | 33    |
| 14  | Kimi Räikkönen     | 31    |
| 15  | Kevin Magnussen    | 20    |
| 16  | Lance Stroll       | 19    |
| 17  | Romain Grosjean    | 8     |
| 18  | Antonio Giovinazzi | 4     |
| 19  | Robert Kubica      | 1     |

### Costruttori
| Pos | Costruttore               | Punti |
| --- | ------------------------- | ----- |
| 1   | Mercedes                  | 571   |
| 2   | Ferrari                   | 409   |
| 3   | Red Bull Racing-Honda     | 311   |
| 4   | McLaren-Renault           | 101   |
| 5   | Renault                   | 68    |
| 6   | Scuderia Toro Rosso-Honda | 55    |
| 7   | Racing Point-BWT Mercedes | 52    |
| 8   | Alfa Romeo Racing-Ferrari | 35    |
| 9   | Haas-Ferrari              | 28    |
| 10  | Williams-Mercedes         | 1     |